# Maria Diana
Maria Diana  est une lutteuse italienne née à Bari le 21 novembre 1985.
Elle a obtenu la médaille d'argent aux Jeux méditerranéens de 2013